# Aluata de mans vermelles
L'aluata de mans vermelles (Alouatta belzebul) és una espècie d'aluata endèmic del Brasil, on viu principalment a la regió de l'Aragay. Té el pelatge totalment negre, excepte les mans, que són vermelles (tal com ho indica el nom de l'espècie).